# Fripp Island
Fripp Island es un lugar designado por el censo ubicado en el condado de Beaufort en el estado estadounidense de Carolina del Sur. En el Censo de 2020 tenía una población de 963 habitantes y una densidad poblacional de 80,92 habitantes por km². Fue incluido como CDP en el censo de 2020.

## Geografía
Fripp Island se encuentra ubicado en las coordenadas 32°19′0″N 80°29′0″O / 32.31667, -80.48333. Según la Oficina del Censo de los Estados Unidos,  tiene una superficie total de 11,90 km², de la cual 8,45 km² corresponden a tierra firme y 3,45 km² a agua.